# Castilla y León Radio
CyL Radio es la primera cadena de radio privada española de ámbito regional en la Comunidad Autónoma de Castilla y León,[cita requerida] creada en el año 2000 con la unión de las emisoras de Ávila (89.60 MHz), Burgos (92.90 MHz), Salamanca (103.40 MHz), Segovia (99.80 MHz) y San Andrés del Rabanedo (León, 90.20 MHz). 
Estaba participada en un principio en un 25% por Televisión Castilla y León (antes propiedad de Retecal, después de ONO), más la emisora de Valladolid (102.80 MHz) propiedad del diario local El Norte de Castilla (antes propiedad del Grupo Correo, después propiedad de Vocento). 

## Historia
Castilla y León Radio comenzó sus emisiones regulares el 1 de marzo de 2000 durante 14 horas diarias. Su programación, local y regional, se realizaba desde las distintas degaciones provinciales de Televisión Castilla y León. La información nacional e internacional era servida a través de la agencia de noticias EFE tanto para los boletines horarios como para los tres informativos (mañana, tarde y noche).
Castilla y León Radio , que había nacido con el objetivo de convertirse en la primera cadena de radio regional, vio oscurecido su futuro tras la venta de Retecal a ONO, hasta que este proyecto radiofónico pionero en Castilla y León tuvo los días contados. 
El 29 de junio de 2001, tras el acuerdo entre Onda Cero y Castilla y León Radio, las seis emisoras de Castilla y León Radio conectaron con Europa FM. Y a partir del 30 de agosto de 2002 se dedicó a repetir la programación de Radio Intereconomía, aunque con tiempos de desconexión para la difusión de contenidos locales.
En junio de 2004, el holding empresarial Vocento, que nació en 2001 tras la fusión de Prensa Española (diario ABC) y el Grupo Correo (diario El Norte de Castilla, entre otros), pone en marcha el proyecto de Punto Radio. De este modo, con la participación de Televisión Castilla y León y según el proyecto del periodista Luis del Olmo, surgió la cadena generalista y de ámbito nacional Punto Radio.
El 9 de julio de 2004 Vocento rescindió el contrato de colaboración que había suscrito dos años antes con Radio Intereconomía y provisionalmente se pasó a emitir contenidos musicales a través de las frecuencias de Castilla y León Radio hasta que el 16 de agosto de 2004, Punto Radio comenzó sus emisiones en periodo de pruebas, con carácter definitivo a partir del 6 de septiembre de 2004. 
En marzo de 2013 las emisoras de Castilla y León, que seguían siendo Punto Radio CyL y no habían pasado a ser ABC Punto Radio, volvieron a ser Castilla y León Radio.
El 24 de abril de 2013 el presentador Federico Jiménez Losantos anunció que la emisora que preside, esRadio, se escucharía legalmente en Castilla y León a partir del 1 de mayo de ese año en los diales en los que estaba Castilla y León Radio gracias a un acuerdo firmado entre Edigrup y Libertad Digital. Así, a partir de 1 de mayo de 2013 esta emisora pasó a llamarse esRadio Castilla y León.</ref>

## Frecuencias

### FM
Provincia de Ávila
- Arenas de San Pedro: 88.4 FM
- Ávila: 89.6 FM

 Provincia de Burgos
- Aranda de Duero: 91.6
- Briviesca: 92.9 FM
- Burgos: 92.9 FM
- Miranda de Ebro: 90.2 FM

 Provincia de León
- Astorga: 97.7 FM
- León: 90.2 FM
- Ponferrada: 98.7 FM

 Provincia de Palencia
- Aguilar de Campoo: 98.9 FM
- Guardo: 92.0 FM
- Palencia: 101.9 FM

 Provincia de Salamanca
- Béjar: 94.1 FM
- Ciudad Rodrigo: 97.8 FM
- Salamanca: 103.4 FM

 Provincia de Segovia
- El Espinar: 97.1 FM
- Segovia: 99.8 FM

 Provincia de Soria
- Agreda: 93.2 FM
- Burgo de Osma: 105.9 FM
- Soria: 88.1

 Provincia de Valladolid
- Medina del Campo: 100.8 FM
- Peñafiel: 93.0 FM
- Valladolid: 102.8 FM

 Provincia de Zamora
- Zamora: 97.1 FM

### TDT
- Ávila: Radio 1, mux 21, frecuencia 474 MHz, Aut.
- Burgos: Radio 1, mux 24 o 35, frecuencia 498 MHz, Aut.
- León: Radio 1, mux 33, frecuencia 570 MHz, Aut.
- Palencia: Radio 1, mux 23, frecuencia 490 MHz, Aut.
- Salamanca: Radio 1, mux 23, frecuencia 490 MHz, Aut.
- Segovia: Radio 1, mux 24, frecuencia 498 MHz, Aut.
- Soria: Radio 1, mux 41, frecuencia 634 MHz, Aut.
- Valladolid: Radio 1, mux 25, frecuencia 506 MHz, Aut.
- Zamora: Radio 1, mux 36, frecuencia 594 MHz, Aut.

### Internet
- esRadio Castilla y León
- Escuchar esRadio Castilla y León en tunein.com